# Чемпионат мира по спортивному ориентированию на лыжах
Чемпионат мира по спортивному ориентированию на лыжах (англ. World Ski Orienteering Championships или коротко Ski-WOC) — официальные соревнования, проводимые международной федерацией спортивного ориентирования с целью выявления сильнейших лыжников-ориентировщиков. Чемпионат проводится один раз в два года, начиная с 1975 года. Программа чемпионата включает в себя три индивидуальные дисциплины (спринт, средняя и длинная дистанция) и эстафету. Отдельный зачет для мужчин и для женщин.

## Места проведения
| Год  | Дата                  | Место проведения   |
| ---- | --------------------- | ------------------ |
| 1975 | 26—28 февраля         | Хювинкяа           |
| 1977 | 25—27 марта           | Велинград          |
| 1980 | 26 февраля — 1 марта  | Авеста             |
| 1982 | 8—12 февраля          | Айген              |
| 1984 | 30 января — 4 февраля | Лавароне           |
| 1986 | 19—24 февраля         | Батак              |
| 1988 | 2—6 марта             | Куопио             |
| 1990 | 1—4 марта             | Шеллефтео          |
| 1992 | 28 января — 2 февраля | Понтарлье          |
| 1994 | 1—5 февраля           | Валь-ди-Нон        |
| 1996 | 19—24 февраля         | Лиллехаммер        |
| 1998 | 19—25 января          | Виндишгарстен      |
| 2000 | 28 февраля — 5 марта  | Красноярск         |
| 2002 | 23 февраля — 2 марта  | Боровец            |
| 2004 | 11—15 февраля         | Осарна — Эстерсунд |
| 2005 | 5—12 марта            | Леви               |
| 2007 | 23 февраля — 3 марта  | Московская область |
| 2009 | 3—8 марта             | Русуцу             |
| 2011 | 20—28 марта           | Тенндален          |
| 2013 | 3—8 марта             | Риддер             |
| 2015 | 8—16 февраля          | Хедмарк            |
| 2017 | 6—12 марта            | Красноярск         |
| 2019 | 19—24 марта           | Питео              |
| 2021 | 21-28 февраля         | Кяэрику            |

## Медальный зачёт
По состоянию на 16 февраля 2015 года
| №  | Страна         | Золото | Серебро | Бронза | Всего |
| 1  | Россия         | 44     | 29      | 25     | 98    |
| 2  | Швеция         | 43     | 38      | 33     | 114   |
| 3  | Финляндия      | 36     | 52      | 46     | 134   |
| 4  | Норвегия       | 14     | 15      | 22     | 41    |
| 5  | Италия         | 4      | 0       | 1      | 5     |
| 6  | Болгария       | 2      | 4       | 4      | 10    |
| 7  | Чехия          | 0      | 1       | 3      | 4     |
| 8  | Литва          | 0      | 1       | 0      | 1     |
| 9  | Чехословакия   | 0      | 0       | 3      | 3     |
| 10 | Швейцария      | 0      | 0       | 2      | 2     |
| 11 | Великобритания | 0      | 0       | 1      | 1     |
| 12 | Эстония        | 0      | 0       | 1      | 1     |

## Длинная дистанция
Изначально дисциплина называлась «классической дистанцией», с 1988 года, с включением ещё одной дистанции (короткой) в программу чемпионата мира получила название «марафонская дистанция».

### Мужчины
| Год  | Золото              | Серебро            | Бронза                       | Прим.                         |
| ---- | ------------------- | ------------------ | ---------------------------- | ----------------------------- |
| 1975 | Олави Сванберг      | Йорма Карвонен     | Хеймо Таскинен               | 23.4 км, 4 кп, 33 участ.      |
| 1977 | Эрьян Сван          | Пекка Пёкяля       | Йорма Карвонен               | 22.0 км, 29 участ.            |
| 1980 | Пертти Тикка        | Ян-Эрик Турн       | Матти Вяйсянен               | 23.9 км, 9 кп, 38 участ.      |
| 1982 | Олави Сванберг      | Пертти Тикка       | Сигур Дэхли                  | 20.5 км, 12 кп, 61 участ.     |
| 1984 | Ансси Юутилайнен    | Стефан Ларссон     | Пертти Тикка                 | 19.6 км, 10 кп, 64 участ.     |
| 1986 | Клас Берйлунд       | Ансси Юутилайнен   | Ханну Копонен                | 19.1 км, 8 кп, 69 участ.      |
| 1988 | Ансси Юутилайнен    | Ханну Копонен      | Андеш Бьёркман               |                               |
| 1990 | Андеш Бьёркман      | Стиг Маттссон      | Видар Беньяминсен            |                               |
| 1992 | Видар Беньяминсен   | Веса Мякипяа       | Иван Кузьмин                 | 25.0 км, 12 кп, 65 участ.     |
| 1994 | Николо Коррадини    | Ларс Люстад        | Владислав Кормщиков          | 17.7 км, 14 кп, 60 участ.     |
| 1996 | Николо Коррадини    | Видар Беньяминсен  | Бертиль Нурдквист            | 22.0 км, 25 кп, 78 участ.     |
| 1998 | Виктор Корчагин     | Пекка Варис        | Николо Коррадини             | 21.0 км, 16 кп, 79 участ.     |
| 2000 | Владислав Кормщиков | Юкка Ланки         | Андрей Груздев               | 64 участ.                     |
| 2002 | Матти Кескинаркаус  | Эдуард Хренников   | Райно Песу Бертиль Нурдквист | 19.85 км, 32 кп, 70 участ.    |
| 2004 | Эдуард Хренников    | Тумас Лёфгрен      | Томми Ульсен                 | 23.23 км, 28 кп, 63 участ.    |
| 2005 | Эдуард Хренников    | Андрей Груздев     | Юкка Ланки                   | 25.5 км, 37 кп, 59 участ.     |
| 2007 | Эдуард Хренников    | Кирилл Веселов     | Андрей Груздев               | 24.81 км, 48 кп, 69 участ.    |
| 2009 | Андрей Ламов        | Эдуард Хренников   | Олли-Маркус Тайвайнен        |                               |
| 2011 | Андрей Григорьев    | Стаффан Тунис      | Владимир Барчуков            | протокол (недоступная ссылка) |
| 2013 | Петер Арнессон      | Янне Хаккинен      | Стаффан Тунис                | протокол                      |
| 2015 | Ларс-Ноль Мохольдт  | Андрей Ламов       | Стефан Тунис                 |                               |
| 2017 | Эрик Рост           | Кирилл Веселов     | Ларс-Ноль Мохольдт           | протокол                      |
| 2019 | Андрей Ламов        | Ларс-Ноль Мохольдт | Теро Линнаинмаа              |                               |
| 2021 | Эудун Хеймдаль      | Андрей Ламов       | Владислав Киселёв            |                               |

### Женщины
| Год  | Золото                 | Серебро                 | Бронза              | Прим.                      |
| ---- | ---------------------- | ----------------------- | ------------------- | -------------------------- |
| 1975 | Синикка Кукконен       | Агнета Манссон          | Лена Самуэльссон    | 13.8 км, 2 кп, 16 участ.   |
| 1977 | Марианна Бугестедт     | Соня Юханнессон         | Синикка Кукконен    | 13.0 км, 18 участ.         |
| 1980 | Мирья Пухакка          | Кайя Сильвеннойнен      | Анн Лашон           | 15.6 км, 9 кп, 22 участ.   |
| 1982 | Арья Ханнус            | Мирья Пухакка           | Сирпа Кукконен      | 13.0 км, 8 кп, 41 участ.   |
| 1984 | Мирья Пухакка          | Лена Исакссон           | Анн Лашон           | 14.2 км, 5 кп, 46 участ.   |
| 1986 | Рагнхильд Братберг     | Арья Ханнус             | Вирпи Юутилайнен    | 12.6 км, 5 кп, 45 участ.   |
| 1988 | Вирпи Юутилайнен       | Рагнхильд Братберг      | Сирпа Кукконен      | 12.1 км, 6 кп, 36 участ.   |
| 1990 | Рагнхильд Братберг     | Арья Ханнус             | Анника Селль        | 18.95 км, 9 кп, 34 участ.  |
| 1992 | Анника Селль           | Мирья Оянен             | Арья Ханнус         | 13.0 км, 8 кп, 53 участ.   |
| 1994 | Pepa Milusheva         | Вирпи Юутилайнен        | Марет Вахер         | 13.0 км, 13 кп, 54 участ.  |
| 1996 | Анника Селль           | Х. Ермуннсхёуг Педерсен | Арья Нуолиоя        | 14.0 км, 18 кп, 51 участ.  |
| 1998 | Лийса Анттила          | Анника Селль            | Лена Хассельстрём   | 15.6 км, 18 кп, 61 участ.  |
| 2000 | Арья Ханнус            | Лийса Анттила           | Ханна Косонен       | 34 participants            |
| 2002 | Лена Хассельстром      | Эрья Йокинен            | Мерви Вяйсянен      | 13.7 км, 22 кп, 41 участ.  |
| 2004 | Стине Эрмстад Хиркевик | Ханнеле Валконен        | Наталья Томилова    | 15.94 км, 22 кп, 43 участ. |
| 2005 | Татьяна Власова        | Наталья Томилова        | Ольга Шевченко      | 18.1 км, 26 кп, 43 участ.  |
| 2007 | Татьяна Власова        | Ханнеле Валконен        | Марте Реенаас       | 13.91 км, 31 кп, 49 участ. |
| 2009 | Анастасия Кравченко    | Барбoра Худикoва        | Хелена Сёдерлунд    |                            |
| 2011 | Хелена Сёдерлунд       | Татьяна Козлова         | Марте Реенаас       | протокол                   |
| 2013 | Мерви Песу             | Татьяна Козлова         | Туве Александерссон | протокол                   |
| 2015 | Юcефина Энгстрём       | Мира Каскинен           | Ксения Третьякова   |                            |
| 2017 | Мария Кечкина          | Алёна Трапезникова      | Полина Фролова      |                            |
| 2019 | Туве Александерссон    | Алёна Трапезникова      | Мария Кечкина       |                            |
| 2021 | Лиса Ларсен            | Дейзи Кудре             | Эвелина Викбом      |                            |

## Средняя дистанция
Соревнования на средней дистанции включены в программу чемпионатов мира в 1988 году. Изначально с 1988 года по 2000 она называлась «короткой». В 2002 году в программу чемпионата была введена третья дисциплина (спринт) и «короткая» была переименована в «среднюю».

### Мужчины
| Год  | Золото                        | Серебро            | Бронза             | Прим.                      |
| ---- | ----------------------------- | ------------------ | ------------------ | -------------------------- |
| 1988 | Ханну Копонен                 | Видар Беньяминсен  | Ансси Юутилайнен   | 9.2 км, 11 кп, 63 участ.   |
| 1990 | Ансси Юутилайнен              | Видар Беньяминсен  | Андерс Бьёркман    | 12.31 км, 9 кп, 60 участ.  |
| 1992 | Видар Беньяминсен             | Веса Мякипяа       | Иван Кузьмин       | 10.0 км, 12 кп, 65 участ.  |
| 1994 | Николо Коррадини Иван Кузьмин |                    | Видар Беньяминсен  | 7.7 км, 12 кп, 61 участ.   |
| 1996 | Бьёрн Ланс                    | Видар Беньяминсен  | Райно Песу         | 8.0 км, 14 кп, 78 участ.   |
| 1998 | Райно Песу                    | Нериюс Шульчис     | Ульвен Хьетиль     | 10.8 км, 23 кп, 73 участ.  |
| 2000 | Николо Коррадини              | Эдуард Хренников   | Андрей Груздев     | 64 участ.                  |
| 2002 | Эдуард Хренников              | Андрей Груздев     | Ульвен Хьетиль     | 11.2 км, 64 участ.         |
| 2004 | Томас Лёфгрен                 | Томми Ульсен       | Арто Лилья         | 12.38 км, 36 кп, 68 участ. |
| 2005 | Руслан Грицан Андрей Груздев  |                    | Эдуард Хренников   | 12.7 км, 21 кп, 63 участ.  |
| 2007 | Эдуард Хренников              | Стаффан Тунис      | Кирилл Веселов     | 11.48 км, 29 кп, 71 участ. |
| 2009 | Олли-Маркус Тайвайнен         | Стаффан Тунис      | Матти Кескинаркаус |                            |
| 2011 | Стаффан Тунис                 | Андрей Ламов       | Петер Арнессон     | протокол                   |
| 2013 | Петер Арнессон                | Андрей Ламов       | Кирилл Веселов     | протокол                   |
| 2015 | Стефан Тунис                  | Станимир Беломажев | Ларс-Ноль Мохольдт |                            |
| 2017 | Станимир Беломажев            | Эрик Рост          | Ларс-Ноль Мохольдт | протокол                   |
| 2019 | Эрик Рост                     | Эудун Хеймдал      | Гион Шнайдер       |                            |
| 2021 | Йорген Баклид                 | Маркус Лундхольм   | Никола Мюллер      |                            |

### Женщины
| Год  | Золото                 | Серебро                                  | Бронза                | Прим.                     |
| ---- | ---------------------- | ---------------------------------------- | --------------------- | ------------------------- |
| 1988 | Рагнхильд Братберг     | Вирпи Юутилайнен                         | Сирпа Кукконен        | 6.7 км, 8 кп, 35 участ.   |
| 1990 | Рагнхильд Братберг     | Вирпи Юутилайнен                         | Арья Ханнус           | 9.23 км, 9 кп, 34 участ.  |
| 1992 | Арья Ханнус            | Вирпи Юутилайнен                         | Анника Селль          | 7.0 км, 10 кп, 53 участ.  |
| 1994 | Вирпи Юутилайнен       | Санна Саволайнен Х. Ермуннсхёуг Педерсен |                       | 5.5 км, 9 кп, 55 участ.   |
| 1996 | Арья Нуолиоя           | Annika Zell                              | Светлана Хаустова     | 6.0 км, 12 кп, 53 участ.  |
| 1998 | Анника Селль           | Лена Хассельстрём                        | Лийса Анттила         | 8.6 км, 23 кп, 64 участ.  |
| 2000 | Татьяна Власова        | Лена Хассельстрём                        | Лийса Анттила         | 32 участ.                 |
| 2002 | Стина Гренхольм        | Эрья Йокинен                             | Лена Хассельстрём     | 8.4 км, 42 участ.         |
| 2004 | Стине Ермстад Хиркевик | Мария Лунд                               | Стина Гренхольм       | 9.03 км, 27 кп, 46 участ. |
| 2005 | Татьяна Власова        | Эрья Йокинен                             | Стина Гренхольм       | 10.1 км, 17 кп, 44 участ. |
| 2007 | Татьяна Власова        | Лийса Анттила                            | Наталья Томилова      | 7.45 км, 20 кп, 49 участ. |
| 2009 | Татьяна Власова        | Хелена Сёдерлунд                         | Йозефина Энгстрём     |                           |
| 2011 | Полина Мальчикова      | Алёна Трапезникова                       | Стине Ульсен Хиркевик | протокол                  |
| 2013 | Анастасия Кравченко    | Татьяна Козлова                          | Йозефина Энгстрём     | протокол                  |
| 2015 | Милка Репонен          | Марьют Турунен                           | Мерви Песу            |                           |
| 2017 | Туве Александерссон    | Полина Фролова                           | Салла Коскела         | протокол                  |
| 2019 | Мария Кечкина          | Туве Александерссон                      | Алёна Трапезникова    |                           |
| 2021 | Дейзи Кудре            | Анна Магдалена Ульссон                   | Алёна Трапезникова    |                           |

## Спринт
Дисциплина спринт включена в программу чемпионатов мира с 2002 года.

### Мужчины
| Год  | Золото                | Серебро               | Бронза           | Прим.                         |
| ---- | --------------------- | --------------------- | ---------------- | ----------------------------- |
| 2002 | Андрей Груздев        | Виктор Корчагин       | Райно Песу       | 4.2 км, 11 кп, 66 участ.      |
| 2004 | Эдуард Хренников      | Бенгт Леандерссон     | Петер Арнессон   | 3.96 км, 21 кп, 73 участ.     |
| 2005 | Матти Кескинаркаус    | Бертиль Нурдквист     | Тобиас Аслунд    | 3.9 км, 10 кп, 63 участ.      |
| 2007 | Эдуард Хренников      | Вадим Толстопятов     | Стаффан Тунис    | 3.84 км, 16 кп, 70 участ.     |
| 2009 | Андрей Ламов          | Олли-Маркус Тайвайнен | Стаффан Тунис    |                               |
| 2011 | Олли-Маркус Тайвайнен | Стаффан Тунис         | Петер Арнессон   | протокол (недоступная ссылка) |
| 2013 | Петер Арнессон        | Андрей Ламов          | Кирилл Веселов   |                               |
| 2015 | Андрей Ламов          | Станимир Беломажев    | Эрик Рост        |                               |
| 2017 | Ульрик Нордберг       | Андрей Ламов          | Сергей Горланов  |                               |
| 2019 | Сергей Горланов       | Эрик Рост             | Эдуард Хренников |                               |
| 2021 | Владислав Киселёв     | Эудун Хеймдаль        | Йорген Баклид    |                               |

### Женщины
| Год  | Золото                 | Серебро           | Бронза                        | Прим.                         |
| ---- | ---------------------- | ----------------- | ----------------------------- | ----------------------------- |
| 2002 | Лена Хассельстрём      | Эрья Йокинен      | Татьяна Власова               | 3.3 км, 8 кп, 41 участ.       |
| 2004 | Татьяна Власова        | Лийса Анттила     | Стине Ермстад Хиркевик        | 3.48 км, 19 кп, 48 участ.     |
| 2005 | Стине Ермстад Хиркевик | Эрья Йокинен      | Катья Раяниеми                | 3.6 км, 10 кп, 44 участ.      |
| 2007 | Татьяна Власова        | Ольга Новикова    | Лийса Анттила Татьяна Козлова | 2.79 км, 14 кп, 48 участ.     |
| 2009 | Ханнеле Тонна          | Хелена Сёдерлунд  | Татьяна Власова               |                               |
| 2011 | Туве Александерссон    | Хелена Сёдерлунд  | Лийса Анттила                 | протокол (недоступная ссылка) |
| 2013 | Туве Александерссон    | Мерви Песу        | Татьяна Козлова               |                               |
| 2015 | Туве Александерссон    | Аудхильд Рогнстад | Йозефина Энгстрём             |                               |
| 2017 | Туве Александерссон    | Полина Фролова    | Салла Коскела                 | протокол                      |
| 2019 | Туве Александерссон    | Магдалена Олссон  | Мария Кечкина                 |                               |
| 2021 | Дейзи Кудре            | Магдалена Олссон  | Анна Ульвенсен                |                               |

## Смешанная спринтерская эстафета
Смешанная спринтерская эстафета (Mixed Sprint Relay) — эстафета двух участников. Каждая команда представлена одним мужчиной и одной женщиной. Проводится с 2011 года. Каждый участник проходит три круга. Порядок прохождения ж-м-ж-м-ж-м.
| Год  | Золото                             | Серебро                         | Бронза                               | Прим.                         |
| ---- | ---------------------------------- | ------------------------------- | ------------------------------------ | ----------------------------- |
| 2011 | Андрей Григорьев Полина Мальчикова | Петер Арнессон Хелена Сёдерлунд | Матти Кескинаркаус Лийса Анттила     | протокол (недоступная ссылка) |
| 2013 | Туве Александерссон Петер Арнессон | Мерви Песу Стаффан Тунис        | Антония Григорова Станимир Беломажев | протокол                      |
| 2015 | Андрей Ламов Юлия Тарасенко        | Стефан Тунис Мира Каскинен      | Эрик Рост Йозефина Энгстрём          | протокол                      |
| 2017 | Туве Александерссон Эрик Рост      | Полина Фролова Андрей Ламов     | Салла Коскела Вилле Петтири Саарела  | протокол                      |
| 2021 | Алёна Трапезникова Андрей Ламов    | Лиза Ларсен Эрик Бломгрен       | Дейзи Кудре Маттис Яама              |                               |

## Эстафета
Изначально мужская эстафета состояла из 4 участников. С 2005 года IOF изменила правила проведения чемпионатов мира и эстафета четырёх участников трансформировалась в эстафету трех участников. Женская эстафета, начиная с самого первого чемпионата 1975 года, была трехэтапной.

### Мужчины
| Год  | Золото                                                                              | Серебро                                                                              | Бронза                                                                             | Прим.    |
| ---- | ----------------------------------------------------------------------------------- | ------------------------------------------------------------------------------------ | ---------------------------------------------------------------------------------- | -------- |
| 1975 | Финляндия · Пекка Пёкяля · Хеймо Таскинен · Йорма Карвонен · Олави Сванберг         | Швеция · Lars-Ivar Svensson · Sven-Olof Bergvall · Jerkell Axelsson · Stefan Persson | Швейцария · Hans-Ruedi Stämpfli · Res Räber · Heinz Oswald · Hans Gerber           |          |
| 1977 | Швеция · Sven-Olof Bergvall · Эрьян Сван · Bo Larsson · Stefan Persson              | Болгария · Любомир Стоев · Alexi Arisanov · Ratscho Christov · Иван Ненов            | Чехословакия · Jan Pachner · Jaroslav Kacmarcik · Jiri Tichacek · Jaromir Gorny    |          |
| 1980 | Швеция · Lasse Jonsson · Stefan Persson · Bo Larsson · Ян-Эрик Турн                 | Финляндия · Timo Mutikainen · Матти Вяйсянен · Олави Сванберг · Пертти Тикка         | Болгария · Любомир Стоев · Петер Панков · Vasil Shandurkov · Иван Ненов            |          |
| 1982 | Швеция · Magnus Löfstedt · Клас Берглунд · Stefan Persson · Ян-Эрик Турн            | Норвегия · Finn Kinneberg · Туре Сагвольден · Мортен Берглиа · Sigurd Dähli          | Финляндия · Veli-Matti Pellinen · Матти Вяйсянен · Пертти Тикка · Олави Сванберг   |          |
| 1984 | Швеция · Стефан Ларссон · Ove Boström · Ян-Эрик Турн · Клас Берглунд                | Финляндия · Пертти Тикка · Олави Сванберг · Матти Вяйсянен · Veli-Matti Pellinen     | Норвегия · Finn Kinneberg · Мортен Берглиа · Sigurd Dähli · Видар Беньяминсен      |          |
| 1986 | Норвегия · Sigurd Dähli · Ларс Люстад · Audun Knutsen · Видар Беньяминсен           | Болгария · Georgi Hadjimitev · Krum Sergiev · Lubomir Dejanov · Ignat Orlov          | Финляндия · Ханну Копонен · Veli-Matti Pellinen · Микко Косонен · Ансси Юутилайнен |          |
| 1988 | Финляндия · Ханну Копонен · Juha Kirvesmies · Микко Косонен · Ансси Юутилайнен      | Швеция · Стиг Маттссон · Клас Берглунд · Андерс Бьёркман · Jonas Bauer               | Норвегия · Ульвен Хьетиль · Ларс Люстад · Erlend Slokvik · Видар Беньяминсен       |          |
| 1990 | Швеция · Стиг Маттссон · Jonas Engdahl · Bo Engdahl · Андерс Бьёркман               | Финляндия · Ханну Копонен · Веса Мякипяа · Risto Linnainmaa · Ансси Юутилайнен       | Норвегия · Ульвен Хьетиль · Harald Svergia · Видар Беньяминсен · Erlend Slokvik    |          |
| 1992 | Финляндия · Eero Haapasalmi · Стефан Боргман · Ансси Юутилайнен · Веса Мякипяа      | Россия · Виктор Корчагин · Николай Бондарь · Владислав Кормщиков · Иван Кузьмин      | Норвегия · Ульвен Хьетиль · Harald Svergia · Ларс Люстад · Видар Беньяминсен       |          |
| 1994 | Норвегия · Ульвен Хьетиль · Ларс Люстад · Harald Svergia · Видар Беньяминсен        | Финляндия · Райно Песу · Маркку Ярвинен · Веса Мякипяа · Ансси Юутилайнен            | Россия · Виктор Корчагин · Николай Бондарь · Иван Кузьмин · Владислав Кормщиков    |          |
| 1996 | Швеция · Per-Ove Bergqvist · Mikael Lindmark · Björn Lans · Бертиль Нурдквист       | Финляндия · Арто Лилья · Маркку Ярвинен · Райно Песу · Веса Мякипяа                  | Норвегия · Harald Svergia · Ульвен Хьетиль · Ларс Люстад · Видар Беньяминсен       |          |
| 1998 | Россия · Николай Бондарь · Эдуард Хренников · Виктор Корчагин · Владислав Кормщиков | Швеция · Björn Lans · Mikael Lindmark · Claes Turesson · Бертиль Нурдквист           | Финляндия · Юкка Ланки · Матти Кескинаркаус · Райно Песу · Веса Мякипяа            |          |
| 2000 | Россия · Андрей Груздев · Виктор Корчагин · Владислав Кормщиков · Эдуард Хренников  | Финляндия · Райно Песу · Пекка Варис · Юкка Ланки · Матти Кескинаркаус               | Швеция · Томас Лёфгрен · Claes Turesson · Бертиль Нурдквист · Björn Lans           |          |
| 2002 | Россия · Андрей Груздев · Руслан Грицан · Виктор Корчагин · Эдуард Хренников        | Финляндия · Юкка Ланки · Матти Кескинаркаус · Арто Лилья · Райно Песу                | Швеция · Peter Dahlberg · Claes Turesson · Петер Арнессон · Бертиль Нурдквист      |          |
| 2004 | Россия · Василий Глухарёв · Андрей Груздев · Руслан Грицан · Эдуард Хренников       | Норвегия · Эйстейн Кволь Эстербё · Anders Hauge · Eivind Tonna · Томми Ульсен        | Финляндия · Teemu Köngäs · Арто Лилья · Юкка Ланки · Матти Кескинаркаус            |          |
| 2005 | Россия · Андрей Груздев · Руслан Грицан · Эдуард Хренников                          | Финляндия · Юкка Ланки · Арто Лилья · Матти Кескинаркаус                             | Швеция · Тобиас Ослунд · Бертиль Нурдквист · Петер Арнессон                        |          |
| 2007 | Россия · Андрей Груздев · Кирилл Веселов · Эдуард Хренников                         | Швеция · Петер Арнессон · Эрик Рост · Томас Лёфгрен                                  | Швейцария · Christian Hohl · Борис Фишер · Christian Spoerry                       |          |
| 2009 | Финляндия · Teemu Köngäs · Матти Кескинаркаус · Стаффан Тунис                       | Россия · Владимир Барчуков · Андрей Григорьев · Андрей Ламов                         | Швеция · Daniel Nordebo · Петер Арнессон · Эрик Рост                               |          |
| 2011 | Финляндия · Олли-Маркус Тайвайнен · Матти Кескинаркаус · Стаффан Тунис              | Швеция · Юхан Гранат · Эрик Рост · Петер Арнессон                                    | Норвегия · Eivind Tonna · Hans Jorgen Kvale · Lars Hol Moholdt                     |          |
| 2013 | Россия · Андрей Григорьев · Кирилл Веселов · Андрей Ламов                           | Швеция · Юхан Гранат · Мартин Хаммарберг · Петер Арнессон                            | Финляндия · Вилле-Петтери Саарела · Ханну-Пекка Пукема · Стаффан Тунис             | протокол |
| 2015 | Россия · Кирилл Веселов · Эдуард Хренников · Андрей Ламов                           | Швеция · Эрик Рост · Андреас Холмберг · Петер Арнессон                               | Чехия · Якуб Шкода · Радек Лацига · Иржи Боухал                                    |          |
| 2017 | Россия · Андрей Григорьев · Кирилл Веселов · Андрей Ламов                           | Швеция · Мартин Хаммарберг · Ульрик Нордберг · Эрик Рост                             | Финляндия · Теро Линнайнмаа · Юри Ууситало · Вилле Петтери Саарела                 |          |
| 2019 | Россия · Владислав Киселёв · Сергей Горланов · Андрей Ламов                         | Швеция · Маркус Лундхольм · Мартин Хаммарберг · Эрик Рост                            | Норвегия · Бьёрнар Клаве · Одун Хеймдал · Ларс Мохольдт                            |          |

### Женщины
| Год  | Золото                                                                | Серебро                                                                     | Бронза                                                                       | Прим.    |
| ---- | --------------------------------------------------------------------- | --------------------------------------------------------------------------- | ---------------------------------------------------------------------------- | -------- |
| 1975 | Финляндия · Raili Sallinen · Aila Flöjt · Синикка Кукконен            | Швеция · Лена Самуэльссон · Агнета Монссон · Марианна Бугестедт             | Великобритания · Patricia Murphy · Isobel Inglis · Frances Murray            |          |
| 1977 | Финляндия · Kaija Halonen · Aila Flöjt · Синикка Кукконен             | Швеция · Марианна Бугестедт · Соня Юханнессон · Сусанна Линдгрен            | Чехословакия · Dana Tichakova · Renata Vlachova · Anna Handzlova             |          |
| 1980 | Финляндия · Мирья Пухакка · Кайя Сильвеннойнен · Синикка Кукконен     | Швеция · Улла Клингстрём · Марианна Бугестедт · Анн Ларссон                 | Чехословакия · Dana Tichakova · Anna Gavendova · Svatana Novakova            |          |
| 1982 | Швеция · Улла Клингстрём · Сусанна Линдгрен · Арья Ханнус             | Финляндия · Синикка Кукконен · Сирпа Кукконен · Мирья Пухакка               | Норвегия · Ranveig Narbuvold · Sidsel Owren · Toril Hallan                   |          |
| 1984 | Швеция · Марие Густафссон · Анн Ларссон · Лена Исакссон               | Финляндия · Irmeli Peltola · Кайя Сильвеннойнен · Мирья Пухакка             | Болгария · Marinella Dosseva · Pepa Milusheva · Giulka Milusheva             |          |
| 1986 | Норвегия · Toril Hallan · Ellen Olsvik · Рагнхильд Братберг           | Швеция · Улла Клингстрём · Анника Селль · Арья Ханнус                       | Болгария · Marinella Orlova · Dimitrinka Christova · Pepa Milusheva          |          |
| 1988 | Финляндия · Сирпа Кукконен · Anne Benjaminsen · Вирпи Юутилайнен      | Норвегия · Anne Svingheim · Toril Hallan · Рагнхильд Братберг               | Швеция · Анн-Шарлотт Карлссон · Арья Ханнус · Maria Bergfält                 |          |
| 1990 | Финляндия · Riitta Karjalainen · Mirja Linnainmaa · Вирпи Юутилайнен  | Швеция · Лена Хассельстрём · Анника Селль · Арья Ханнус                     | Норвегия · Anne Svingheim · Kritina Tollefsen · Рагнхильд Братберг           |          |
| 1992 | Швеция · Анн-Шарлотт Карлссон · Анника Селль · Арья Ханнус            | Финляндия · Riitta Karjalainen · Мирья Оянен · Вирпи Юутилайнен             | Норвегия · Anne Marit Korsvold · Kristine Ödegaard · Х. Ермуннсхёуг Педерсен |          |
| 1994 | Швеция · Анн-Шарлотт Карлссон · Анника Селль · Лена Хассельстрём      | Норвегия · Anne Marit Korsvold · Valborg Madslien · Х. Ермуннсхёуг Педерсен | Финляндия · Арья Нуолиоя · Санна Саволайнен · Вирпи Юутилайнен               |          |
| 1996 | Швеция · Анн-Шарлотт Карлссон · Эрика Юханссон · Анника Селль         | Россия · Екатерина Петрова · Наталья Фрей · Светлана Хаустова               | Финляндия · Терри Хольстер · Вирпи Юутилайнен · Арья Нуолиоя                 |          |
| 1998 | Финляндия · Мерви Анттила · Terhi Holster · Лийса Анттила             | Швеция · Анника Селль · Арья Ханнус · Лена Хассельстрём                     | Норвегия · Hanne Sletner · Valborg Madslien · Х. Ермуннсхёуг Педерсен        |          |
| 2000 | Финляндия · Мерви Анттила · Ханна Косонен · Лийса Анттила             | Швеция · Анника Селль · Арья Ханнус · Лена Хассельстрём                     | Россия · Ирина Онищенко · Татьяна Власова · Светлана Хаустова                |          |
| 2002 | Россия · Ирина Онищенко · Наталья Томилова · Татьяна Власова          | Швеция · Стина Гренхольм · Ида Виркстрём · Лена Хассельстрём                | Финляндия · Salla Lehto · Катья Раяниеми · Эрья Йокинен                      |          |
| 2004 | Финляндия · Ханнеле Валконен · Эрья Йокинен · Лийса Анттила           | Россия · Ирина Онищенко · Татьяна Власова · Наталья Томилова                | Швеция · Ида Виркстрём-Хольмгрен · Мария Лунд · Стина Гренхольм              |          |
| 2005 | Норвегия · Kjersti Reenaas · Marte Reenaas · Stine Hjermstad-Kirkevik | Швеция · Мария Лунд · Ингела Йонссон · Стина Гренхольм                      | Финляндия · Ханнеле Валконен · Эрья Йокинен · Лийса Анттила                  |          |
| 2007 | Россия · Ольга Шевченко · Наталья Томилова · Татьяна Власова          | Финляндия · Ханнеле Валконен · Эрья Йокинен · Лийса Анттила                 | Швеция · Оса Зеттерберг-Эрикссон · Анна Хольмгрен · Эрика Юханссон           |          |
| 2009 | Швеция · Мари Ульссон · Йозефина Энгстрём · Хелена Сёдерлунд          | Россия · Анастасия Кравченко · Полина Мальчикова · Татьяна Власова          | Чехия · Helena Randáková · Симона Карохова · Барбора Худикова                |          |
| 2011 | Россия · Алёна Трапезникова · Татьяна Козлова · Полина Мальчикова     | Норвегия · Барбро Клаве · Стине Ульсен Хиркевик · Марте Реенаас             | Финляндия · Марьют Турунен · Лийса Анттила · Ханнель Тонна                   |          |
| 2013 | Россия · Анастасия Кравченко · Юлия Тарасенко · Татьяна Козлова       | Швеция · Магдалена Ульссон · Йозефина Энгстрём · Туве Александерссон        | Финляндия · Милка Леппасальми · Марьют Турунен · Мерви Песу                  | протокол |
| 2015 | Швеция · Фрида Сандберг · Туве Александерссон · Йозефина Энгстрём     | Финляндия · Милка Репонен · Мира Каскинен · Мерви Песу                      | Россия · Юлия Тарасенко · Ксения Третьякова · Татьяна Оборина                |          |
| 2017 | Россия · Алёна Трапезникова · Полина Фролова · Мария Кечкина          | Финляндия · Мирка Суутари · Марьют Турунен · Салла Коскела                  | Чехия · Петра Ханцова · Кристина Колинова · Хана Ханцикова                   |          |
| 2019 | Россия · Алёна Трапезникова · Татьяна Оборина · Мария Кечкина         | Швеция · Линда Линдквист · Магдалена Олссон · Туве Александерссон           | Финляндия · Мирка Суутари · Милка Репонен · Салла Коскела                    |          |